# Мокре (Ковельський район)
Мо́кре — село в Україні, у Дубечненській сільській громаді Ковельського району Волинської області. Населення становить 890 осіб.

## Географія
Село розташоване на лівому березі річки Лютки, правої притоки Прип'яті.

## Історія
У 1906 році село Крименської волості Володимир-Волинського повіту Волинської губернії. Відстань від повітового міста 96 верст, від волості 6. Дворів 25, мешканців 147.

## Населення
Згідно з переписом УРСР 1989 року чисельність наявного населення села становила 777 осіб, з яких 377 чоловіків та 400 жінок.
За переписом населення України 2001 року в селі мешкало 785 осіб.

### Мова
Розподіл населення за рідною мовою за даними перепису 2001 року:
| Мова       | Відсоток |
| ---------- | -------- |
| українська | 99,62 %  |
| білоруська | 0,25 %   |
| російська  | 0,13 %   |